# Обсада на Лариса
Обсадата на Лариса (977 – 983), с цел превземането ѝ, е първа стратегическа задача в началото на управлението на комитопулите. Започва през 977 г. Овладяването на стратегическия бастион е с цел, да се подсигури сигурен тил за и при походи към Елада от една страна, а от друга – за да послужи като продоволствена база за реколтата от богатата тесалийска равнина. Посредством крепостта на Лариса се осъществява едновременен контрол върху придвижването на войски от Македония през темпейската долина и Сарандопоро – към Тесалия и Елада.
Съществува спор за хронологията на събитията.  Според по-широко възприетата трактовка, Лариса е превземана на два пъти от Първото българско царство – през 979 г. и през 983 г., след две тригодишни обсади.  Според другата алтернативна версия, обсадата на Лариса е петгодишна, преди да се предаде на българите. 
Много съществен пропаганден момент от превземането на Лариса е пренасянето на мощите на Ахил Лариски от Лариса в Преспа на остров Свети Ахил, макар че византийците ги връщат по-късно обратно. По този начин се демонстрирало изоставянето на гърците от християнството, т.е. загубата на вяра.
Превземането на Лариса разгневило младият император Василий II Българоубиец, в резултат от което той предприел необмислен поход за завладяването на централната българска твърдина Средец, който поход завършил катастрофално с битка при Траянови врата.